# Jean-Luc Chapin
Pour les articles homonymes, voir Chapin.
Jean-Luc Chapin, né le 28 janvier 1959 au Lude dans le département de la Sarthe en France, est un photographe naturaliste.

## Biographie
Formé à la photographie auprès de Claude Anaf, dont il a été l'assistant à la fin des années 1980, il devient par la suite photographe indépendant. Depuis 1993 il fait partie de l'agence Vu.
Il travaille en argentique sur les thèmes du paysage et du rapport de l’homme à la nature et à l'animal, en noir et blanc et en couleur. Très lié au texte, il expérimente des voies singulières sur l'écrit dans sa photographie et collabore fréquemment avec des écrivains.     
Il vit à Bordeaux. 

## Expositions
- De l'épuisement du paysage, avec textes de Claude Chambard, Galerie Arrêt sur l'image, Bordeaux, 1994[5]
- Un Sauvage Sentiment, Musée de la Chasse et de la Nature, Paris, 2002[6]
- Il s'agit d'un pays familier, le Marais Vernier, avec Anne-Marie Garat, Évreux, 2005[7]
- La part du texte, Lormont, 2010[8]
- Descente au Paradis, Hôtel Goüin, Tours, 2011[9]
- La ville élargie, avec un texte de Didier Arnaudet, vieille église de Mérignac, 2011[10]
- La Table des chiens, exposition et catalogue avec textes de Claude d'Anthenaise, Éric Audinet, Alain Borer, Christian Caujolle, Jean-Marie Laclavetine, Musée de la Chasse et de la Nature, Paris, 2013[11]
- Des Mondes aquatiques #2, FRAC Aquitaine, Bordeaux, 2017[12]
- Natures, Galerie Gallimard, Paris, 2018[13],[14]
- Braconnage, exposition avec textes de Serge Sanchez, Galerie Arrêt sur l'image, Bordeaux, 2020[15]
- Arpenter, photographier la Nouvelle-Aquitaine, FRAC Nouvelle-Aquitaine MECA, Bordeaux, 2024[16],[17]

## Publications
- Les Landes, naissance du paysage, avec Jacques Sargos, l'Horizon chimérique, 1989
- La Route des lacs landais, avec Claude Chambard, éditions Sud Ouest, 1990
- Saveurs de Porto, avec Eduardo Paz Barroso, éditions de l'Escampette, 1991
- Montaigne 1533-1592, avec Eduardo Lourenço, éditions de l'Escampette, 1992
- Sainte-Croix du mont, avec Jean-Claude Pirotte, éditions de l'Escampette, 1993
- Montesquieu, hôte fugitif de La Brède, avec Allain Glykos, éditions Saint-Cyr-sur-Loire, 1994
- Mémoires d'un vignoble, avec Catherine Rey, éditions la Part des Anges, 1998
- La déchirure venue, avec Didier Arnaudet, éditions le Bleu du Ciel, 1998
- Bassin d'Arcachon mer intérieure, avec Anne-Marie Garat, éditions Aubéron, 1999
- Garonne en pays girondin, de Hure à Cordouan, éditions la Part des Anges, 2000
- Les contes vrais, éditions de l'Entre-Deux-Mers, 2001
- Dordogne, le sentiment des origines. De la source à l'embouchure, avec Eric Bonneau, éditions la Part des Anges, 2002
- Marais poitevin. De la mer à la Venise verte, avec Eric Bonneau, éditions la Part des Anges, 2002
- Retours à Hugo, textes de Philippe Vilain, éditions Confluences, 2005
- Agence VU, Photo Poche n°107, Actes Sud, 2006
- Quinze x 15, le rugby éternel, éditions entrepren'art, 2008
- Cèpes, avec Eric Audinet, éditions Confluences, 2009
- Saisons du Médoc : une année à Sociando-Mallet, avec Jean Lacouture, Jean-Paul Kauffmann et al., éditions Confluences, 2010
- Chasseur cueilleur,  avec Eric Audinet, éditions Confluences, 2011
- Descente au paradis, textes de Jean-Marie Laclavetine, photographies de Jean-Luc Chapin[18], éditions Gallimard, 2011  (ISBN 9782070134304).
- Pêcheur, avec Eric Audinet, éditions Confluences, 2013[19]
- Natures, textes de Jean-Marie Laclavetine, préface de Muriel Barbery, photographies de Jean-Luc Chapin, éditions Gallimard, 2017
- Les pieds des photographes — Neuf photographes en Nouvelle Aquitaine, ouvrage collectif sous la direction d'Anne-Cécile Guilbard, avec des photographies d'Eva Avril, Jean-Luc Chapin, Marc Deneyer, Gabrielle Duplantier, Thierry Girard, Chrystèle Lerisse, Laurent Millet, Claude Nori et Claude Pauquet, Le Temps qu'il fait, Cognac, 2022 •  (ISBN 978-2-86853-699-0)
- Bernard Manciet, Le corps s'affole, texte et images de Jean-Luc Chapin, dans la Revue L'actualité Nouvelle Aquitaine, 2023
- Bernard Manciet. Un marcheur de la langue et de la lande, textes de Serge Pey, photographies de Jean-Luc Chapin, éditions Atlantique et l'Escampette, collection Dépaysement, 2024
- Arpenter, photographier, livre collectif, éditions Delpire & Co, 2024
- La Tempête, une conversation, Jean-Luc Chapin et Eric Audinet, éditions Confluences, collection Stèles, 2024